# アントニオ・マリア・デ・ルカ
アントニオ・マリア・デ・ルカ（イタリア語: Antonio Maria De Luca、1764年10月20日 - 1828年7月28日）は、イタリアのイタリア統一運動時代の聖職者、革命家、愛国者である。イタリア統一運動の初期にあたる「チレントの暴動 (1828年)」で主導的な役割を果たした。

## 生涯
アントニオ・マリア・デ・ルカは1764年10月20日、当時ナポリ王国が支配していた小都市チェッレ・ディ・ブルゲリーアに生まれた。
アルフォンソ・デ・リゴリのもとで神学を学んだのちに聖職者となり、若い頃はポリカストロ・セッブンティーノというカンパニアにある村で教義を説いた。しかし18世紀の終わりには聖職者を続けつつも革命思想にも傾倒するようになり、1798年には革命思想の疑いから初めて逮捕を経験。ナポレオン戦争でイタリアに進軍していたフランス軍によって解放されるもナポリ王国崩壊後には再び逮捕されている。ジョアシャン・ミュラによるナポリ王国統治時代には、カルボナリに参加した。
1820年から1821年にかけてはカルボナリの一員としてナポリ革命に参加した。短期間だけ存在した両シチリア王国議会にも議員として参加し、自らの土地を一部農民に分け与えるなどして農民の権利拡大に努めた。
ナポリ革命の失敗後はカルボナリを抜けてフィラデルフィに参加。そして1828年7月7日にはサレルノ近郊のボスコで憲法の利点を演説し民衆を扇動するなどして「チレントの暴動 (1828年)」の拡大に重要な役割を果たした。ボスコはこの暴動の中心となった町である。しかしこの暴動は軍隊によって鎮圧され、デ・ルカは両シチリア王国の警察大臣フランチェスコ・サヴェーリオ・デル・カレットによって逮捕された。逮捕後はサレルノの大司教カミーロ・アレヴァに破門され、1828年7月28日にサレルノで銃殺刑に処された。